# Eucinostomus currani
Eucinostomus currani är en fiskart som beskrevs av Zahuranec, 1980. Eucinostomus currani ingår i släktet Eucinostomus och familjen Gerreidae. IUCN kategoriserar arten globalt som livskraftig. Inga underarter finns listade i Catalogue of Life.